# Валери, Франка
Франка Валери (итал. Franca Valeri; 31 июля 1920, Милан — 9 августа 2020, Рим) — итальянская актриса театра, кино и телевидения.

## Биография
Альма Франка Мария Норса (настоящее имя актрисы) родилась 31 июля 1920 года в Милане в буржуазной семье. Её отец Луиджи Норса исповедовал иудаизм, из-за чего во время Второй мировой войны ему вместе со старшим сыном пришлось бежать в Швейцарию, а её мать Сесилия Валаготти, католичка, осталась с дочерью в Италии, раздобыв для девушки фальшивое удостоверение, где было указано, что она является внебрачным ребенком католиков из Павии.
Актерскую карьеру начала с работы на радио. Псевдоним выбрала в честь любимого поэта Поля Валери.
Дебютировала в кино в картине Федерико Феллини, который он снял совместно с Альберто Латтуада, «Огни варьете» (1950). Снялась в таких фильмах, как «Знак Венеры» (1955), «Герой нашего времени» (1955), «Моралист» (1959), «Вдовец» (1959), «Преступление» (1960) и многих других, играла как главные, так и второстепенные роли. В 1960-х годах много работала на итальянском телевидении.
Театральный сезон 2005—2006 года ознаменовался её выступлением с собственным монологом «Вдова Сократа». В 2008 году исполнила роль Соланж в спектакле по пьесе «Служанки» Жана Жене в миланском Пикколо-театро.
22 февраля 2011 года награждена орденом «За заслуги перед Итальянской Республикой».
8 мая 2020 года получила Почетную премию «Давид ди Донателло».
Франка Валери умерла 9 августа 2020 года у себя дома в Риме через 10 дней после своего 100-го дня рождения.

## Личная жизнь
16 января 1960 года вышла замуж за актёра и режиссёра Витторио Каприоли. Развелись в 1974 году.
В 1985—1995 годах находилась в отношениях с дирижёром Маурицио Ринальди.
Приёмной дочерью актрисы была оперная певица Стефания Бонфаделли (род. 27 апреля 1967 года).